# Doliopteryx pallida
Doliopteryx pallida är en tvåvingeart som beskrevs av Neal L. Evenhuis 2000. Doliopteryx pallida ingår i släktet Doliopteryx och familjen svävflugor.
Artens utbredningsområde är Zimbabwe. Inga underarter finns listade i Catalogue of Life.